# Blues for Salvador
Albums de Carlos Santana
Freedom
(1987) Viva Santana !
(1988)
Blues for Salvador est le 7e album solo du guitariste Carlos Santana sorti en 1987.

## Historique
Carlos dédie l'album à son épouse Deborah. L'enregistrement est un projet solo du guitariste, sans son groupe habituel. Il reçoit en 1989 son premier Grammy Award pour la meilleure performance rock instrumentale. Les titres Trane et Mingus sont des hommages aux musiciens jazz John Coltrane et Charles Mingus.
Blues for Salvador, le titre instrumental éponyme, fait référence au contexte politique catastrophique du Salvador des années '80.
Le 23 janvier 1988, un concert de charité baptisé Blues For Salvador: Building A New El Salvador Today et réunissant Carlos Santana, Jerry Garcia et Bob Weir de Grateful Dead, Bonnie Raitt, Boz Scaggs, Tower of Power et NRBQ, se déroule au Henry J. Kaiser Convention Center à Oakland (Californie).

## Liste des chansons
1. Bailando/Aquatic Park (Santana, Thompson, Vialto) – 5:46
2. Bella (Crew, Santana, Thompson) – 4:31
3. I'm Gone (Crew, Santana, Thompson) – 3:08
4. 'Trane (Santana) – 3:11
5. Deeper, Dig Deeper (Crew, Miles, Santana, Thompson) – 6:09
6. Mingus (Crew, Santana, Thompson) – 1:26
7. Now That You Know (Santana) – 10:29
8. Hannibal (Ligertwood, Pasqua, Rekow) – 4:28
9. Blues for Salvador (Santana, Thompson) – 5:57

## Musiciens
- Carlos Santana : Guitare
- Chris Solberg : Guitare, claviers, chant (titre 8)
- Alphonso Johnson : Basse (sauf titres 4 et 8)
- Alex Ligertwood : Chant, percussions
- Greg Walker : Chant (titre 7)
- Chester D. Thompson : Claviers
- Sterling Crew : Claviers, synthétiseurs
- Graham Lear : Percussions, batterie (sauf titres 4 et 8)
- Orestes Vilató : Flûte, percussion, timbales, chœurs
- Tony Williams : Batterie (titre 4)
- Armando Peraza : Percussions, bongos, chœurs (sauf titre 8)
- Raul Rekow : Percussions, conga, chant, chœurs
- Buddy Miles : Chœurs (sauf titres 4 et 8)